# It's All a Blur Tour
It's All a Blur Tour è un tour musicale congiunto del rapper americano-canadese Drake e del rapper britannico 21 Savage, a supporto del loro album in studio Her Loss (2022).

## Date del tour
| Data              | Città            | Stato        | Luogo                    | Artisti d'apertura |
| Nord America      | Nord America     | Nord America | Nord America             | Nord America       |
| ----------------- | ---------------- | ------------ | ------------------------ | ------------------ |
| 29 giugno 2023    | Memphis          | Stati Uniti  | FedExForum               | N.D.               |
| 1º luglio 2023    | Columbus         | Stati Uniti  | Schottenstein Center     | N.D.               |
| 5 luglio 2023     | Chicago          | Stati Uniti  | United Center            | N.D.               |
| 6 luglio 2023     | Chicago          | Stati Uniti  | United Center            | N.D.               |
| 8 luglio 2023     | Detroit          | Stati Uniti  | Little Caesars Arena     | N.D.               |
| 9 luglio 2023     | Detroit          | Stati Uniti  | Little Caesars Arena     | N.D.               |
| 11 luglio 2023    | Boston           | Stati Uniti  | TD Garden                | N.D.               |
| 12 luglio 2023    | Boston           | Stati Uniti  | TD Garden                | N.D.               |
| 14 luglio 2023    | Montréal         | Canada       | Bell Centre              | N.D.               |
| 15 luglio 2023    | Montréal         | Canada       | Bell Centre              | N.D.               |
| 17 luglio 2023    | New York City    | Stati Uniti  | Barclays Center          | N.D.               |
| 18 luglio 2023    | New York City    | Stati Uniti  | Barclays Center          | N.D.               |
| 20 luglio 2023    | New York City    | Stati Uniti  | Barclays Center          | N.D.               |
| 21 luglio 2023    | New York City    | Stati Uniti  | Barclays Center          | N.D.               |
| 23 luglio 2023    | New York City    | Stati Uniti  | Madison Square Garden    | N.D.               |
| 25 luglio 2023    | New York City    | Stati Uniti  | Madison Square Garden    | N.D.               |
| 26 luglio 2023    | New York City    | Stati Uniti  | Madison Square Garden    | N.D.               |
| 28 luglio 2023    | Washington, D.C. | Stati Uniti  | Capital One Arena        | N.D.               |
| 29 luglio 2023    | Washington, D.C. | Stati Uniti  | Capital One Arena        | N.D.               |
| 31 luglio 2023    | Filadelfia       | Stati Uniti  | Wells Fargo Center       | N.D.               |
| 1º agosto 2023    | Filadelfia       | Stati Uniti  | Wells Fargo Center       | N.D.               |
| 3 agosto 2023     | Milwaukee        | Stati Uniti  | Fiserv Forum             | N.D.               |
| 12 agosto 2023    | Inglewood        | Stati Uniti  | The Forum                | N.D.               |
| 13 agosto 2023    | Inglewood        | Stati Uniti  | The Forum                | N.D.               |
| 15 agosto 2023    | Inglewood        | Stati Uniti  | The Forum                | N.D.               |
| 16 agosto 2023    | Inglewood        | Stati Uniti  | The Forum                | N.D.               |
| 18 agosto 2023    | San Francisco    | Stati Uniti  | Chase Center             | N.D.               |
| 19 agosto 2023    | San Francisco    | Stati Uniti  | Chase Center             | N.D.               |
| 21 agosto 2023    | Los Angeles      | Stati Uniti  | Crypto.com Arena         | N.D.               |
| 22 agosto 2023    | Los Angeles      | Stati Uniti  | Crypto.com Arena         | N.D.               |
| 25 agosto 2023    | Seattle          | Stati Uniti  | Climate Pledge Arena     | N.D.               |
| 26 agosto 2023    | Seattle          | Stati Uniti  | Climate Pledge Arena     | N.D.               |
| 28 agosto 2023    | Vancouver        | Canada       | Rogers Arena             | N.D.               |
| 29 agosto 2023    | Vancouver        | Canada       | Rogers Arena             | N.D.               |
| 1º settembre 2023 | Paradise         | Stati Uniti  | T-Mobile Arena           | N.D.               |
| 2 settembre 2023  | Paradise         | Stati Uniti  | T-Mobile Arena           | N.D.               |
| 5 settembre 2023  | Glendale         | Stati Uniti  | Gila River Arena         | N.D.               |
| 6 settembre 2023  | Glendale         | Stati Uniti  | Gila River Arena         | N.D.               |
| 8 ottobre 2023    | Denver           | Stati Uniti  | Ball Arena               | N.D.               |
| 11 settembre 2023 | Austin           | Stati Uniti  | Moody Center             | N.D.               |
| 12 settembre 2023 | Austin           | Stati Uniti  | Moody Center             | N.D.               |
| 14 settembre 2023 | Dallas           | Stati Uniti  | American Airlines Center | N.D.               |
| 15 settembre 2023 | Dallas           | Stati Uniti  | American Airlines Center | N.D.               |
| 17 settembre 2023 | Houston          | Stati Uniti  | Toyota Center            | N.D.               |
| 18 settembre 2023 | Houston          | Stati Uniti  | Toyota Center            | N.D.               |
| 20 settembre 2023 | New Orleans      | Stati Uniti  | Smoothie King Center     | N.D.               |
| 22 settembre 2023 | Charlotte        | Stati Uniti  | Spectrum Center          | N.D.               |
| 23 settembre 2023 | Charlotte        | Stati Uniti  | Spectrum Center          | N.D.               |
| 25 settembre 2023 | Atlanta          | Stati Uniti  | State Farm Arena         | N.D.               |
| 26 settembre 2023 | Atlanta          | Stati Uniti  | State Farm Arena         | N.D.               |
| 28 settembre 2023 | Miami            | Stati Uniti  | American Airlines Arena  | N.D.               |
| 29 settembre 2023 | Miami            | Stati Uniti  | American Airlines Arena  | N.D.               |
| 1º ottobre 2023   | Nashville        | Stati Uniti  | Bridgestone Arena        | N.D.               |
| 2 ottobre 2023    | Nashville        | Stati Uniti  | Bridgestone Arena        | N.D.               |
| 5 ottobre 2023    | Toronto          | Canada       | Scotiabank Arena         | N.D.               |
| 7 ottobre 2023    | Toronto          | Canada       | Scotiabank Arena         | N.D.               |